# 東阿克頓站
東阿克頓站（英語：East Acton tube station）是倫敦地鐵的一個車站，位於倫敦西部的東阿克頓。東阿克頓站是中央線的車站，兩側車站是北阿克頓站和白城站，位於倫敦第2收費區。東阿克頓站開通於1920年。 